# Židovská pořádková služba

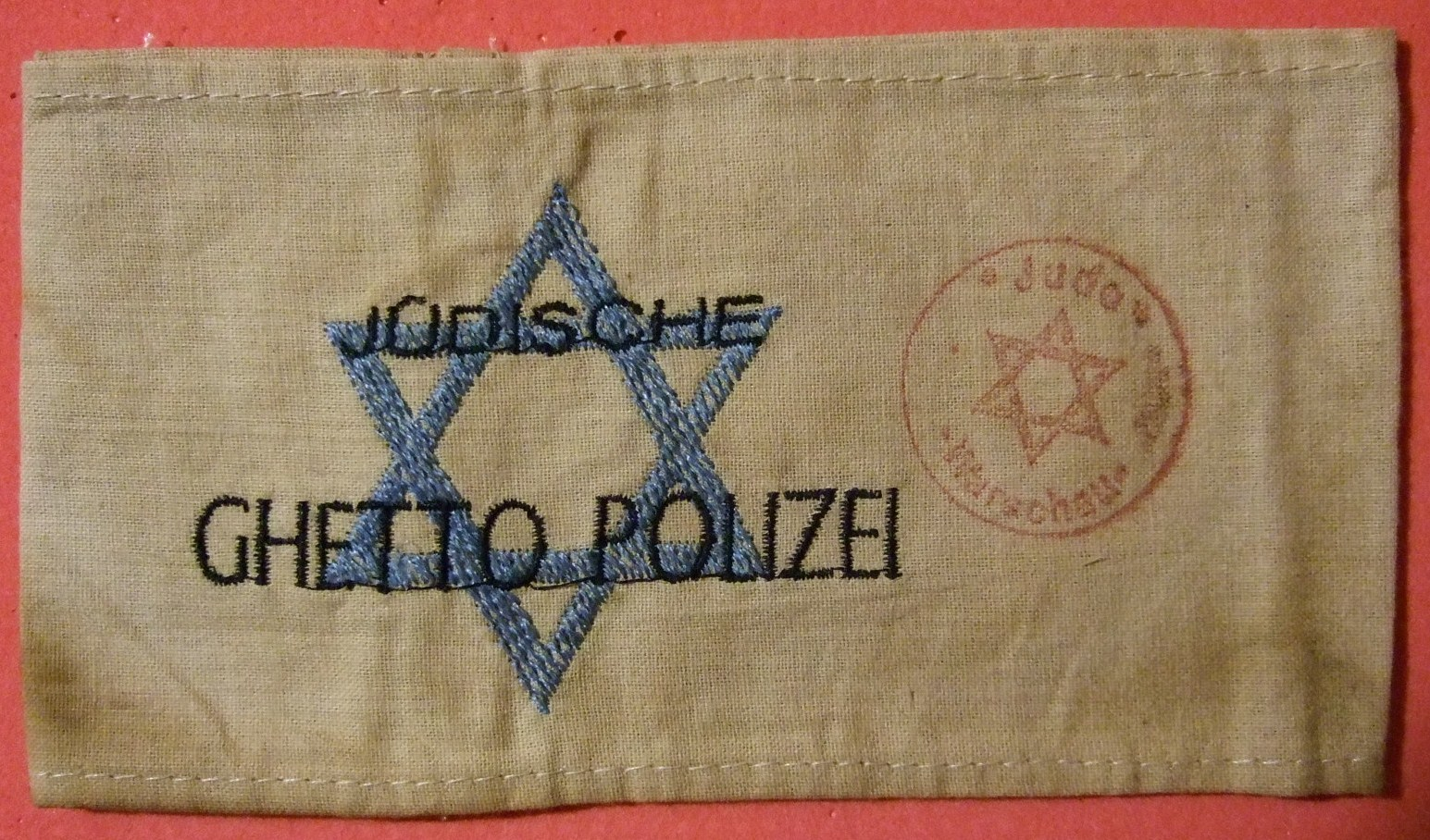
Rukávová páska židovské policie ve varšavském ghettu

Židovská pořádková služba (německy Jüdischer Ordnungsdienst), také známé pod názvem Židovská policie, byly pomocné policejní jednotky podléhající nacistickým rozkazům, vytvořené Judenratem (židovskou radou) v židovských ghettech v době druhé světové války.
Členové pořádkové služby neměli oficiální uniformy, často nosili pouze identifikační pásku na rukávě a nebylo jim povoleno držet střelné zbraně. Primárně je Němci využívali k zabezpečení deportací ostatních Židů do koncentračních táborů.
Do pořádkové policie byli vybíráni jedinci, kteří měli obvykle malé vazby s komunitami, na které dohlíželi (to platilo zvláště po začátku deportací do koncentračních táborů), a na které tedy bylo spolehnutí, že budou poslouchat německé rozkazy. Prvním velitelem policie ve varšavském ghettu byl Józef Szeryński, polsko-židovský policejní plukovník a konvertita ke křesťanství. Změnil si jméno ze Szenkman na Szeryński a rozvinul se u něj antisemitský postoj. Přežil atentát provedený členem Židovské policie Jisra'elem Kanalem. V ghettech, ve kterých Judenrat odporoval německým rozkazům (jako například v Lucku), byla Židovská policie často používána k ovládnutí Judenratu nebo k jeho nahrazení.

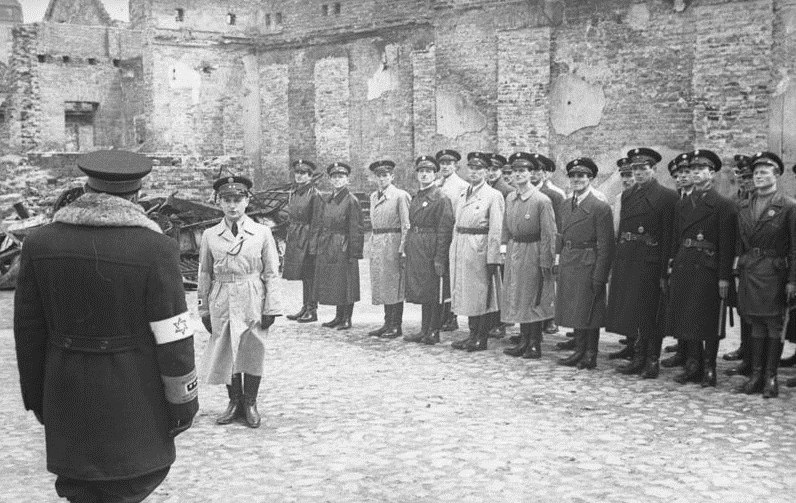
Jakub Lejkin, zástupce velitele, před nastoupenou jednotkou

Jedna z největších policejních jednotek byla ve varšavském ghettu, kde Pořádková služba čítala zhruba 2500 mužů. V lodžském ghettu jich bylo kolem 1200 a ve lvovském ghettu 500.
Polsko-židovský historik a archivář varšavského ghetta Emanuel Ringelblum popsal krutost policie jako …občas větší, než Němců, Ukrajinců, či Lotyšů.